# Consonant fricativa
Una consonant fricativa (o simplement fricativa en l'àmbit de la fonètica) és aquella consonant que s'articula produint una fricció o turbulència en el pas de l'aire per la boca provocada per l'apropament màxim dels òrgans articuladors sense que s'arribin a tancar del tot (en aquest cas s'articularia una oclusiva). Hi ha llengües sense fricatives i d'altres que en tenen força.
Les fricatives es poden caracteritzar per la sonoritat, segons si vibren les cordes vocals (com a [z]), o no (com a [f]). També es divideixen en sibilants, quan l'aire frega les dents, com a [s]; centrals, com a [x]; i laterals, quan la llengua s'aixeca dins la boca i deixa passar l'aire per un costat o per tots dos.
En català, són fricatius els sons [f], [v], [s], [z], [ʃ], [ʒ].
L'alfabet fonètic internacional descriu aquestes fricatives:
| - Fricativa bilabial sorda - Fricativa labiodental sorda - Fricativa dental sorda - Fricativa alveolar sorda - Fricativa postalveolar sorda - Fricativa retroflexa sorda - Fricativa palatal sorda - Fricativa velar sorda - Fricativa uvular sorda - Fricativa faríngia sorda - Fricativa glotal sorda | - Fricativa bilabial sonora - Fricativa labiodental sonora - Fricativa dental sonora - Fricativa alveolar sonora - Fricativa postalveolar sonora - Fricativa retroflexa sonora - Fricativa palatal sonora - Fricativa velar sonora - Fricativa uvular sonora - Fricativa faríngia sonora - Fricativa glotal sonora |